# Wit-Rusland op de Paralympische Winterspelen 2018
Wit-Rusland was een van de landen die deelnam aan de Paralympische Winterspelen 2018 in Pyeongchang, Zuid-Korea.

## Medailleoverzicht
| Sport      | Paralympiër                                 | Onderdeel                                          | Medaille |
| ---------- | ------------------------------------------- | -------------------------------------------------- | -------- |
| Biatlon    | Yury Holub Gids: Dzmitry Budzilovich        | 12.5 km, visueel beperkt (m)                       | Goud     |
| Langlaufen | Sviatlana Sakhanenka Gids: Raman Yashchanka | 1.5 km sprint klassieke stijl, visueel beperkt (v) | Goud     |
| Langlaufen | Sviatlana Sakhanenka Gids: Raman Yashchanka | 7.5 km klassieke stijl, visueel beperkt (v)        | Goud     |
| Langlaufen | Sviatlana Sakhanenka Gids: Raman Yashchanka | 15 km vrije stijl, visueel beperkt (v)             | Goud     |
|            |                                             |                                                    |          |
| Biatlon    | Yury Holub Gids: Dzmitry Budzilovich        | 7.5 km, visueel beperkt (m)                        | Zilver   |
| Biatlon    | Dzmitry Loban                               | 7.5 km, zittend (m)                                | Zilver   |
| Langlaufen | Yury Holub Gids: Dzmitry Budzilovich        | 20 km vrije stijl, visueel beperkt (m)             | Zilver   |
| Langlaufen | Dzmitry Loban                               | 1.1 km sprint, zittend (m)                         | Zilver   |
|            |                                             |                                                    |          |
| Biatlon    | Lidziya Hrafeyeva                           | 6 km, zittend (v)                                  | Brons    |
| Biatlon    | Lidziya Hrafeyeva                           | 12.5 km, zittend (v)                               | Brons    |
| Biatlon    | Sviatlana Sakhanenka Gids: Raman Yashchanka | 6 km, visueel beperkt (v)                          | Brons    |
| Langlaufen | Yury Holub Gids: Dzmitry Budzilovich        | 10 km klassieke stijl, visueel beperkt (m)         | Brons    |

## Deelnemers en resultaten
(m) = mannen, (v) = vrouwen 

### Biatlon
| Paralympiër                                 | Onderdeel                    | Resultaat | Prestatie |
| ------------------------------------------- | ---------------------------- | --------- | --------- |
| Yury Holub Gids: Dzmitry Budzilovich        | 7.5 km, visueel beperkt (m)  | Zilver    | 20:05.1   |
| Yury Holub Gids: Dzmitry Budzilovich        | 12.5 km, visueel beperkt (m) | Goud      | 39:23.7   |
| Dzmitry Loban                               | 7.5 km, zittend (m)          | Zilver    | 23:57.0   |
| Dzmitry Loban                               | 12.5 km, zittend (m)         | 6e        | 0:50:52.7 |
| Dzmitry Loban                               | 15 km, zittend (m)           | 10e       | 0:56:10.1 |
| Yauheni Lukyanenka                          | 7.5 km, zittend (m)          | 7e        | 25:02.2   |
| Yauheni Lukyanenka                          | 12.5 km, zittend (m)         | 8e        | 0:51:45.0 |
| Yauheni Lukyanenka                          | 15 km, zittend (m)           | 8e        | 0:54:21.8 |
| Vasili Shaptsiaboi Gids: Yuryi Liadau       | 7.5 km, visueel beperkt (m)  | 10e       | 23:00.9   |
| Vasili Shaptsiaboi Gids: Yuryi Liadau       | 12.5 km, visueel beperkt (m) | 6e        | 42:19.6   |
| Vasili Shaptsiaboi Gids: Yuryi Liadau       | 15 km, visueel beperkt (m)   | 7e        | 0:49:49.8 |
|                                             |                              |           |           |
| Lidziya Hrafeyeva                           | 6 km, zittend (v)            | Brons     | 22:16.3   |
| Lidziya Hrafeyeva                           | 10 km, zittend (v)           | 5e        | 45:55.7   |
| Lidziya Hrafeyeva                           | 12.5 km, zittend (v)         | Brons     | 0:50:57.0 |
| Sviatlana Sakhanenka Gids: Raman Yashchanka | 6 km, visueel beperkt (v)    | Brons     | 20:28.2   |
| Larysa Varona                               | 6 km, staand (v)             | 12e       | 20:19.8   |

### Langlaufen
| Paralympiër | Onderdeel                                          | Resultaat | Prestatie      |
| --- | -------------------------------------------------- | --------- | -------------- |
| Yury Holub Gids: Dzmitry Budzilovich                                                                                   | 1.5 km sprint klassieke stijl, visueel beperkt (m) | 9e        | 3:58.4         |
| Yury Holub Gids: Dzmitry Budzilovich                                                                                   | 10 km klassieke stijl, visueel beperkt (m)         | Brons     | 24:37.1        |
| Yury Holub Gids: Dzmitry Budzilovich                                                                                   | 20 km vrije stijl, visueel beperkt (m)             | Zilver    | 0:47:07.5      |
| Mikita Ladzesau Gids: Aliaksei Lukyanau                                                                                | 1.5 km sprint klassieke stijl, visueel beperkt (m) | 13e       | 4:18.2         |
| Mikita Ladzesau Gids: Aliaksei Lukyanau                                                                                | 20 km vrije stijl, visueel beperkt (m)             | DNF       | Niet gefinisht |
| Vadzim Lipinski | 1.1 km sprint, zittend (m)                         | 28e       | 3:47.6         |
| Vadzim Lipinski | 7.5 km, zittend (m)                                | 29e       | 29:29.5        |
| Vadzim Lipinski | 15 km, zittend (m)                                 | 23e       | 0:50:25.9      |
| Dzmitry Loban | 1.1 km sprint, zittend (m)                         | Zilver    | 3:09.3         |
| Dzmitry Loban | 7.5 km, zittend (m)                                | 10e       | 24:12.7        |
| Yauheni Lukyanenka | 1.1 km sprint, zittend (m)                         | 8e        | 3:08.3         |
| Yauheni Lukyanenka | 7.5 km, zittend (m)                                | 12e       | 24:42.7        |
| Yauheni Lukyanenka | 15 km, zittend (m)                                 | 13e       | 0:45:13.9      |
| Arkadz Shykuts | 1.1 km sprint, zittend (m)                         | 19e       | 3:24.3         |
| Arkadz Shykuts | 7.5 km, zittend (m)                                | 22e       | 26:19.9        |
| Arkadz Shykuts | 15 km, zittend (m)                                 | DNF       | Niet gefinisht |
| |                                                    |           |                |
| Darya Fedzkovich | 1.5 km sprint klassieke stijl, staand (v)          | 12e       | 4:48.6         |
| Darya Fedzkovich | 7.5 km klassieke stijl, staand (v)                 | 17e       | 28:58.6        |
| Lidziya Hrafeyeva | 1.1 km sprint, zittend (v)                         | 4e        | 3:44.2         |
| Lidziya Hrafeyeva | 5 km, zittend (v)                                  | DNF       | Niet gefinisht |
| Sviatlana Sakhanenka Gids: Raman Yashchanka                                                                            | 1.5 km sprint klassieke stijl, visueel beperkt (v) | Goud      | 4:20.6         |
| Sviatlana Sakhanenka Gids: Raman Yashchanka                                                                            | 7.5 km klassieke stijl, visueel beperkt (v)        | Goud      | 22:19.3        |
| Sviatlana Sakhanenka Gids: Raman Yashchanka                                                                            | 15 km vrije stijl, visueel beperkt (v)             | Goud      | 0:49:11.7      |
| Valiantsina Shyts | 1.1 km sprint, zittend (v)                         | 9e        | 3:41.3         |
| Valiantsina Shyts | 5 km, zittend (v)                                  | 13e       | 19:37.4        |
| Valiantsina Shyts | 12 km, zittend (v)                                 | 11e       | 43:18.7        |
| Yadviha Skorabahataya Gids: Anastasia Kirillova                                                                        | 1.5 km sprint klassieke stijl, visueel beperkt (v) | 8e        | 5:04.1         |
| Yadviha Skorabahataya Gids: Anastasia Kirillova                                                                        | 7.5 km klassieke stijl, visueel beperkt (v)        | 8e        | 25:52.1        |
| Yadviha Skorabahataya Gids: Anastasia Kirillova                                                                        | 15 km vrije stijl, visueel beperkt (v)             | 5e        | 0:54:18.1      |
| Larysa Varona | 1.5 km sprint klassieke stijl, staand (v)          | 9e        | 4:39.8         |
| Larysa Varona | 7.5 km klassieke stijl, staand (v)                 | 7e        | 23:46.6        |
| Liudmila Vauchok | 1.1 km sprint, zittend (v)                         | 15e       | 4:01.9         |
| Liudmila Vauchok | 5 km, zittend (v)                                  | 9e        | 18:40.0        |
| Liudmila Vauchok | 12 km, zittend (v)                                 | 10e       | 42:41.6        |
| |                                                    |           |                |
| Yauheni Lukyanenka Sviatlana Sakhanenka Gids: Raman Yashchanka Vasili Shaptsiaboi Gids: Yuryi Liadau Valiantsina Shyts | 4 x 2.5 km, estafette gemengd                      | 5e        | 25:51.2        |
| Yury Holub Gids: Dzmitry Budzilovich Lidziya Hrafeyeva Mikita Ladzesau Gids: Aliaksei Lukyanau                         | 4 x 2.5 km, estafette open                         | 4e        | 24:10.3        |

Andorra · Argentinië · Armenië · Australië · België · Bosnië en Herzegovina · Brazilië · Bulgarije · Canada · Chili · China · Denemarken · Duitsland · Finland · Frankrijk · Georgië · Griekenland · Groot-Brittannië · Hongarije · IJsland · Iran · Italië · Japan · Kazachstan · Kroatië · Mexico · Mongolië · Nederland · Nieuw-Zeeland · Noord-Korea · Noorwegen · Oekraïne · Oezbekistan · Oostenrijk · Polen · Roemenië · Servië · Slovenië · Slowakije · Spanje · Tadzjikistan · Tsjechië · Turkije · Verenigde Staten · Wit-Rusland · Zuid-Korea · Zweden · Zwitserland
Neutrale paralympische atleten